# Những người tiên phong trong hệ thống và điều khiển
Đây là danh sách theo thứ tự bảng chữ cái những người có đóng góp quan trọng trong lĩnh vực phân tích hệ thống và lý thuyết điều khiển tự động.

## Những gương mặt lịch sử trong hệ thống và điều khiển
| Tên                 | Họ         | Cơ quan / tổ chức | Năm | Đóng góp |
| ------------------- | ---------- | --- | --- | --- |
| George Biddell      | Airy       | 1840 | Những nghiên cứu đầu tiên tới hiện tượng không ổn định trong các bộ điều tốc Watt. | |
| William Ross        | Ashby      | University of Illinois at Urbana-Champaign | Có nhiều đóng góp sớm nhất đối với lĩnh vực điều khiển học và hệ thống phức, như khái niệm đa tạp (điều khiển học). | |
| Robert H.           | Park       | 1929 | Published last century's 2nd ranked power engineering paper for developing Park Transform of AC machines with time-invariant-coefficient LDEs, widely used for vector control in AC drive & other power electronics applications. | |
| Richard             | Bellman    | 1953 | Phát triển Quy hoạch động | |
| Harold Stephen      | Black      | Worcester Polytechnic Institute | 1927 | Phát minh ra bộ khuếch đại phản hồi âm. |
| Hendrik             | Bode       | 1945 | Xuất bản Network Analysis and Feedback Amplifier Design (Van Nostrand), phát minh ra đồ thị Bode và đưa ra công thức tích phân Bode.                                                                                              | |
| Nikolay             | Bogoliubov | Cùng với Nikolay Krylov phát triển phương pháp hàm miêu tả như một chu trình xấp xỉ cho việc phân tích các bài toán điều khiển phi tuyến.                                  | | |
| Leonhard            | Euler      | Phát triển phép biến đổi Laplace, công cụ chính để phân tích các hệ thống LTI. Phương trình Euler–Lagrange của ông là cơ sở cho điều khiển mô hình có thể đoán trước được. | | |
| Walter R.           | Evans      | Phát triển phương pháp Quỹ đạo nghiệm số cho thiết kế phản hồi. | | |
| Gene F.             | Franklin   | His 1958 text "Sampled-Data Control Systems" introduced digital control to a discipline which had previously operated almost exclusively in the analog domain.             | | |
| Joseph              | Fourier    | Đưa ra chuỗi Fourier, cho phép phân tích trong miền tần số. | | |
| Ernst A.            | Guillemin  | Phát triển các kỹ thuật phân tích và tổng hợp mạng gồm các thành phầnRLC.                                                                                                  | | |
| Harold              | Hazen      | 1934 | Tác giả của Lý thuyết các cơ cấu Servo. | |
| Andrey              | Kolmogorov | Đồng phát triển bộ lọc Wiener-Kolmogorov. Thành lập phương trình Kolmogorov tiến và lùi trong lý thuyết về quá trình ngẫu nhiên.                                           | | |
| Nikolay             | Krylov     | Cùng với Nikolay Bogoliubov phát triển phương pháp hàm miêu tả như một chu trình xấp xỉ để phân tích các bài toán điều khiển phi tuyến.                                    | | |
| Alexander           | Lyapunov   | 1892 | Công trình của ông Sur le problème général de la stabilité du mouvement (bằng tiếng Pháp) đánh dấu sự ra đời của lý thuyết ổn định.                                                                                               | |
| James Clerk         | Maxwell    | 1868 | Paper "On governors" investigated the stability of governors in a systematic way and discovered the necessary conditions for stability.                                                                                           | |
| Nicolas             | Minorsky   | 1922 | Ship designer, was the first to provide an analysis of the three term (or PID) controller and to suggest its use for ship steering.                                                                                               | |
| Nathaniel B.        | Nichols    | 1947 | Phát triển sơ đò Nichols. Xuất bản Theory of Servomechanisms với H. M. James và R. S. Phillips. | |
| Harry               | Nyquist    | 1927 | Phát triển tiêu chuẩn ổn định Nyquist cho các hệ thống phản hồi (1932) và đồng phát triển định lý lấy mẫu Nyquist–Shannon. | |
| Lev                 | Pontryagin | Tác giả chính của nguyên lý tối thiểu Pontryagin cho bài toán điều khiển tối ưu.                                                                                           | | |
| Vasile              | Popov      | Phát triển bổ đề Kalman–Yakubovich–Popov và tiêu chuẩn Popov cho độ ổn định.                                                                                               | | |
| John R.             | Ragazzini  | 1954 | Quyển sách Sampled-data control systems (các hệ thống điều khiển dữ liệu lấy mẫu) giới thiệu điều khiển số và phép biến đổi Z. | |
| Edward John         | Routh      | Lý thuyết gia đầu tiên, phát triển Định lý Routh-Hurwitz và tiêu chuẩn ổn định Routh-Hurwitz.                                                                              | | |
| Claude E.           | Shannon    | Phát triển lý thuyết thông tin và tiên phong trong lý thuyết chuyển mạch.                                                                                                  | | |
| John                | Tukey      | Phát triển thuật toán Biến đổi Fourier Nhanh, khiến cho việc phân tích tần số dễ dàng hơn.                                                                                 | | |
| Norbert             | Wiener     | Đồng phát triển bộ lọc Wiener-Kolmogorov. Đặt ra thuật ngữ Cybernetics (điều khiển học). Nghiên cứu quá trình ngẫu hiên được biết điến với tên gọi chu trình Wiener.       | | |
| Charles H.          | Wilts      | 1953 | Giáo sư Caltech, tác giả của New electric analog computers and their application to aircraft design problems và Principles of Feedback Control (1960). Rock climber.                                                              | |
| Vladimir Andreevich | Yakubovich | Đại học Saint Petersburg | 1996 | Tiên phong trong việc sử dụng Bất đẳng thức Ma trận tuyến tính trong lý thuyết điều khiển tự động. Được xem như lf cha đẻ của lĩnh vực này. |
| George              | Zames      | Đại học McGill | Phát triển lý thuyết điều khiển bền vững, bao gồm định lý độ lợi nhỏ và điều khiển vô cực H. | |